# Hymenodon parvulus
Hymenodon parvulus là một loài rêu trong họ Rhizogoniaceae. Loài này được E.B. Bartram mô tả khoa học đầu tiên năm 1953.